# کریگ دیکسون
کریگ دیکسون (انگلیسی: Craig Dixon؛ ۳ مارس ۱۹۲۶ – ۲۵ فوریهٔ ۲۰۲۱) ورزشکار دو و میدانی اهل ایالات متحده آمریکا بود.
وی در مسابقات کشوری و بین‌المللی در مجموع برندهٔ ۱ مدال برنز شده‌است.